# Esperanza Esteve
Esperança Esteve i Ortega (Barcelona, 30 de enero de 1951) es una política socialista española, diputada al Congreso de los Diputados en la VIII, IX y X Legislaturas.

## Trayectoria
Diplomada en Trabajo Social por la Universidad de Barcelona, en Función Gerencial de Administraciones Públicas por ESADE y en Dirección y administración de empresas en FUNDEMI-IQS. Ha trabajado como directora del «área de Servicios a la Persona y Sostenibilidad», Comisionada por el Ayuntamiento para temas de Inmigración, en el Ayuntamiento de Santa Coloma de Gramanet. También es profesora de la Fundación Pere Tarrés en la Universidad Ramon Llull. Ejerce de profesora colaboradora de varias organizaciones y universidades.
Es miembro de la Ejecutiva Federal del PSOE, del Consejo Nacional del PSC y de la Ejecutiva de Santa Coloma de Gramanet. Miembro de la Junta de Gobierno FUNDEMI-IQS (Universidad Ramon Llull), vocal del Patronato de la Fundación Trinijove, miembro del Consejo Asesor de la Fundación Pere Tarrés y vocal del Patronato de la Fundación Torres Gasset. Fue escogida diputada por la provincia de Barcelona en las elecciones generales españolas de 2004, 2008 y 2011, donde ha sido, entre otros cargos, vocal de la «delegación española» en el Grupo de Amistad con Marruecos.

## Premios y reconocimientos
En 2011 recibió el Premio Estatal del Trabajo Social, otorgado por el Consejo General del Trabajo Social,  en reconocimientos al trabajo desarrollado en la elaboración y aprobación del Ley de Promoción de la Autonomía Personal y Atención a las personas en situación de dependencia.